# Becard blanc-i-negre
El becard blanc-i-negre (Pachyramphus albogriseus) és un ocell de la família dels titírids (Tityridae). Es troba a Costa Rica, Panamà, Colòmbia, Veneçuela, Equador i Perú. Els seus hàbitats inclouen els boscos tropicals i subtropicals de frondoses humits de les terres baixes i de l'estatge montà, així com els boscos tropicals i subtropicals de frondoses secs. El seu estat de conservació es considera de risc mínim.